# (8474) Rettig
(8474) Rettig (1985 GA1) – planetoida z pasa głównego asteroid okrążająca Słońce w ciągu 3,32 lat w średniej odległości 2,22 au. Odkryta 15 kwietnia 1985 roku.